# Johnson City (Kansas)
Johnson City es una ciudad situada en el condado de Stanton, Kansas, Estados Unidos. Tiene una población estimada, a mediados de 2022, de 1377 habitantes.
Es la sede del condado.

## Geografía
La localidad está ubicada en las coordenadas 37°34′14″N 101°44′41″O / 37.57056, -101.74472 (37.570442, -101.744783).

## Demografía
Según el censo de 2000, en ese momento los ingresos medios de los hogares de la localidad eran de $37,708 y los ingresos medios de las familias eran de $43,750. Los hombres tenían ingresos medios por $29,917 frente a los $22,115 que percibían las mujeres. Los ingresos per cápita eran de $16,970. Alrededor del 17.8% de la población estaba por debajo de la línea de pobreza.
De acuerdo con la estimación 2017-2021 de la Oficina del Censo, los ingresos medios de los hogares de la localidad son de $60,599 y los ingresos medios de las familias son de $61,442. Alrededor del 9.1% de la población está por debajo de la línea de pobreza.